# Madagaskartaling
De madagaskartaling (Anas bernieri) is een vogel uit de familie Anatidae. De wetenschappelijke naam van de soort is voor het eerst geldig gepubliceerd in 1860 door Gustav Hartlaub. Het is een bedreigde, endemische vogelsoort op Madagaskar. 

## Kenmerken
De madagaskartaling is 40 tot 45 centimeter lang, het is een vrij kleine grondeleend. De vogel is bijna geheel warmbruin, met vooral op de flanken schubvormige donkere bevedering. Verder heeft deze eend roodoranje poten en een roodachtige tot oranje snavel die iets opgewipt lijkt.

## Verspreiding, leefgebied en voortplantingsgedrag
De soort komt voor aan de westkust van Madagaskar. Het leefgebied bestaat in de broedtijd uit rijk begroeide draslanden met vochtig bos. Buiten de broedtijd (in de droge tijd) wordt de eend in groepen tot hoogstens 40 individuen aangetroffen in natte gebieden langs de kust, zoals mangrovebossen in brakwatergebieden. De madagaskartaling voedt zich met plantaardig materiaal, insecten en andere ongewervelden die hij vindt op oevers van meren en rivieren en in brakwatermangroven. Het nest is een hol gegraven tussen mangrovebomen dicht bij de oever van meren en rivieren. Het vrouwtje legt 3-9 eieren, die ook door het vrouwtje worden uitgebroed.

## Status
De madagaskartaling  heeft een beperkt verspreidingsgebied en daardoor is de kans op uitsterven aanwezig. De grootte van de populatie werd in 2016 door BirdLife International geschat op 1500 tot 2500 individuen en de populatie-aantallen nemen af door habitatverlies. Draslanden worden omgezet in rijstvelden en aan de kusten worden mangrovebossen gekapt. Daarnaast is er jacht op de vogel.Om deze redenen staat deze soort als bedreigd op de Rode Lijst van de IUCN.